# تشارلز بيج بريان
تشارلز بيج بريان (بالإنجليزية: Charles Page Bryan)‏ هو دبلوماسي ومحامي وسياسي أمريكي، ولد في 2 أكتوبر 1855 في شيكاغو في الولايات المتحدة، وتوفي في 13 مارس 1918 في واشنطن العاصمة في الولايات المتحدة. حزبياً، نشط في الحزب الجمهوري. وقد انتخب عضو مجلس نواب إلينوي وانتخب عضو مجلس نواب كولورادو.